# 保刀夫人
保刀夫人（?—?），又作保道夫人、巴刀夫人，新羅第23代君主法興王的夫人，第24代君主真興王的外祖母。
保刀夫人姓朴氏。保刀夫人出家名法流，住在永興寺。女儿只召太后嫁给丈夫法興王的弟弟金立宗。法興王二十七年（540年），法興王去世，没有儿子，立侄子兼外孙为真兴王。《花郎世记》说保刀夫人为金氏，是炤知麻立干和善兮夫人的女儿。

## 家族
- 父亲：炤知麻立干
- 母亲：善兮夫人
  - 丈夫：法興王
    - 女儿：只召太后
      - 外孙：真兴王